# Mein Sommer mit Papa
Mein Sommer mit Papa (norwegisch: „Sommeren med Pappa“) ist eine norwegische Alltagsabenteuerserie von 2013. Sie lief auf dem norwegischen Kindersender NRK Super. In Deutschland ist sie regelmäßig bei Das Erste und im KiKa zu sehen. Sie besteht aus 8 je sechs-minütigen Folgen in einer Staffel.
Die Serie handelt vom fünfjährigen Axel, dessen Eltern getrennt leben und der seinen Vater daher kaum kennt. Axel verbringt nun während eines Urlaubs einige Tage auf dem Campingplatz mit seinem Vater. Knut Naesheim hatte die Idee zur Serie, hat das Drehbuch geschrieben und Regie geführt.
Die deutsche Übersetzung übernahm dabei die Synchronisationsfirma Lavendelfilm GmbH. Axel wurde von Felix Stimming und der Papa von Raúl Richter synchronisiert.

## Episoden
1. Die Taucherbrille
2. Die neue Frisur
3. Frohe Weihnacht
4. Die Sache mit dem Klo
5. Der Flamingo
6. Der Angelausflug
7. Der Geldschein
8. Der Besuch

## Auszeichnung
2014 wurde die zweite Episode „Die neue Frisur“ mit dem Prix Jeunesse ausgezeichnet.